# Proasellus deminutus
Proasellus deminutus és una espècie de crustaci isòpode pertanyent a la família dels asèl·lids.
Viu en aigües dolces subterrànies.
Es troba a les valls dels rius Sava i Drava (Eslovènia).